# Großer Faulholz-Schwarzkäfer
|                                                                                       |                                                            |                                                   |
| Männchen von oben, vorn, der Seite und unten                                          |                                                            |                                                   |
|                                                                                       |                                                            |                                                   |
| Abb. 1: Oberseite Kopf und Halsschild mit Grube (Männchen)                            | Abb. 2: Kopfunterseite blau: Vorkinn grün: Kinn (Männchen) | Abb. 3: Halsschild seitlich mit Grube und Höckern |
|                                                                                       |                                                            |                                                   |
| Abb. 5: Schiene und Tarsus des vorderen (V), mittleren (M) und hinteren (H) Beinpaars |                                                            |                                                   |
| Abb. 4: Ausschnitt Flügeldecke                                                        |                                                            |                                                   |
|                                                                                       |                                                            |                                                   |
| Abb. 8: Larve der Gattung Uloma nach Reitter                                          |                                                            |                                                   |
| Abb. 6: Halsschildbasis                                                               | Abb. 7: Vorderansicht                                      |                                                   |

Der Große Faulholz-Schwarzkäfer, auch Küchenkäfer, (Uloma culinaris) ist ein Käfer aus der Familie der Schwarzkäfer (Tenebrionidae). Die Gattung Uloma ist in Europa durch fünf Arten vertreten, in Mitteleuropa findet man außer Uloma culinaris noch der Kleinen Faulholz-Schwarzkäfer (Uloma rufa). Der Käfer wird in der Roten Liste gefährdeter Tiere Deutschlands unter der Kategorie drei (gefährdet) geführt, ebenso in Baden-Württemberg. In Nordrhein-Westfalen ist er als stark gefährdet eingestuft.
Der Name „Großer Faulholz-Schwarzkäfer“ erklärt sich durch die Zugehörigkeit zu den nach ihrer Farbe benannten Schwarzkäfern, der Käfer ist jedoch braun. Der Faulholz-Schwarzkäfer ist in faulem Holz anzutreffen und der Zusatz „Großer“ bringt zum Ausdruck, dass Uloma culinaris etwas größer ist als der Kleine Faulholz-Schwarzkäfer Uloma rufa. Der Gattungsname Ulōma ist aus  altgr. οὖλος „ōūlos“ für „kraus“ und ὦμος „ōmos“ für „Schulter“ abgeleitet. Der Name Küchenkäfer ergibt sich durch den Artnamen culinaris (lat. culina = Küche). Obwohl die Küche sicher nicht zu den typischen Habitaten dieses Urwaldrelikts gehört, soll sie selbst in Speisekammern an aufbewahrten Fleischwaren vorkommen. Der ebenfalls gebräuchliche Name „Roter Schwarzkäfer“ ist irreführend, da er eher zu Uloma rufa passt (lat. rufa = rot).

## Merkmale des Käfers
Der längliche Käfer mit weitgehend parallelen Seiten erreicht eine Länge von zehn bis 11,5 Millimetern. Er ist unbehaart, glänzend dunkelbraun und im Querschnitt stark gewölbt.
Der verhältnismäßig kleine Kopf (Abb. 1) ist viel breiter als lang. Das Kinn ist beim Männchen in Unterschied zu Uloma rufa flach ohne aufgebogene Ecken und wie das Vorkinn filzartig behaart (Abb. 2, rechts farbig markiert). Das Endglied der Kiefertaster ist etwas beilförmig. Die kurzen elfgliedrigen schnurförmigen Fühler sind dick und verdicken sich nach außen weiter. Die Fühlerwurzel ist durch eine lappenförmige seitliche Erweiterung der Wangen bedeckt. Auf der Stirn verläuft zwischen den Augen quer eine seichte Rinne, die hinter den Augen ausläuft.
Der dicht und gleichmäßig punktierte Halsschild ist viel breiter als der Kopf. Er ist breiter als lang, vorn am schmalsten, dann verbreitert er sich konvex anfangs deutlich, danach kaum noch. An der Seite und an der schwach zweibuchtigen Basis ist er deutlich gerandet (Abb. 3 und 6). Hinter dem Kopf ist der Halsschild beim Männchen deutlich eingedrückt, hinter dem Eindruck sind zwei nebeneinanderliegende kleine Höcker ausgebildet. (Abb. 1 und 3)
Die Flügeldecken sind durch kräftige Punktreihen markant längs gestreift. Die Zwischenräume zwischen den Punktstreifen sind flach und fein irregulär punktiert (Abb. 4). Die Schulterbeulen sind deutlich ausgebildet.
Die Beine sind kräftig. Die Außenseite der Vorderschienen ist zur gerundet erweiterten Spitze hin kräftig gezähnelt (Abb. 5 V). Auf der Oberseite liegt distal eine Rinne, die es ermöglicht, dass der Tarsus nach oben zurückgeschlagen werden kann. Der Außenrand der Mittelschiene ist feiner gezähnelt (Abb. 5 M), der der Hinterschienen ist fast glatt (Abb. 5 H). Die Familie gehört zur Familiengruppe der Heteromeren, die Tarsen sind also am Hinterbein viergliedrig, sonst fünfgliedrig.

## Larve
Die Larven der Gattung Uloma (Abb. 8) sind langgestreckt. Der Halsschild ist so lang wie die beiden folgenden Tergite zusammen. Die Beine sind nur schwach ausgebildet. Das letzte Tergit des Hinterleibs ist breit gerundet und endet in einer kleinen abgesetzten Spitze.

## Biologie
Der waldbewohnende Käfer bevorzugt in Mitteleuropa im Unterschied zu Uloma rufa eher die niederen Lagen. Außerdem ist er nicht nur an faulem Nadelholz, sondern auch an morschem Laubholz zu finden, vereinzelt auch an Baumschwämmen und in Haufen von Sägespänen. Die Art entwickelt sich nicht nur in morschem Holz, sondern auch in der Rinde. Auch Neophyten wie die Roteiche werden angenommen. Stehende Stämme und verpilzte Areale lebender Bäume werden etwas bevorzugter besiedelt als liegendes Stammholz bzw. am Boden liegende, dicke Kronenteile. Die Imagines erscheinen in Mitteleuropa von April bis August. Sie wohnen in Baumhöhlen und Holzmull, etwa in den Larvengängen des Eichenbocks oder des Körnerbocks.

## Verbreitung
Das Verbreitungsgebiet der Art reicht in Europa von Schweden und Norwegen im Norden bis nach Italien, Griechenland und Kreta im Süden. Der Käfer fehlt im Westen auf den Britischen Inseln und der Iberischen Halbinsel, die Ostgrenze des Verbreitungsgebietes verläuft  durch die Baltischen Staaten, Polen, die Slowakei, Ungarn, Rumänien und Bulgarien. Außerhalb Europas ist die Art noch in Teilen Asiens (Persien, Sibirien) zu finden.